# (36956) 2000 SU273
2000 SU273 (asteroide 36956) é um asteroide da cintura principal. Possui uma excentricidade de 0.08181810 e uma inclinação de 4.60294º.
Este asteroide foi descoberto no dia 28 de setembro de 2000 por LINEAR em Socorro.